# 五味裕一
五味 裕一（ごみ ゆういち、1968年〈昭和43年〉2月27日 - ）は、日本の自治・総務官僚。
危険物保安技術協会理事長、消防庁次長、さいたま市副市長などを歴任。

## 来歴
東京都出身。東京大学法学部を卒業し、1990年（平成2年）、自治省に入省。入省後、危機管理政策に携わり、消防庁のほか、鹿児島県、長野県、大阪府、さいたま市、兵庫県で勤務した。
2009年（平成21年）10月16日、さいたま市副市長に就任。在任中、東日本大震災による電力危機に際して、さいたま市が設置した電力危機検討チームの座長を務め、電力不足に対応するための節電の基本方針を策定した。2012年（平成24年）3月16日、副市長を退任。同年4月1日、消防庁国民保護・防災部防災課国民保護室長に就任。在任中、北朝鮮によるミサイル発射実験において、初めてJアラートを活用した情報伝達が実施された。その後、兵庫県企画県民部長、内閣府参事官（総括担当）（政策統括官（経済財政運営担当）付）、同地方分権改革推進室参事官などを歴任。
2019年（令和元年）7月5日、消防庁総務課長兼人事管理官に就任。総務課長として予算編成などを担当し、消防活動の基盤整備に携わった。また、新型コロナウイルス感染症への対応として救急隊員をはじめとした消防職員の感染防止対策やマスク・感染防止衣・ゴーグル等の資器材の確保・提供にあたった。
2020年（令和2年）7月20日、消防庁審議官に就任。
2021年（令和3年）7月1日、内閣府大臣官房審議官（防災担当）兼内閣官房国土強靭化推進室審議官に就任。
2023年（令和5年）7月21日、消防庁次長に就任。2024年（令和6年）7月18日、辞職。同日、危険物保安技術協会理事長に就任。2025年（令和7年）7月1日、総務省大臣官房付に異動し、辞職。